# Antonio di Micheli
Antonio di Micheli (fl. 1954-1955), fue un ciclista profesional venezolano.
Ganó la primera medalla para Venezuela en ciclismo en los Juegos Panamericanos y compitió en los Juegos Centroamericanos y del Caribe, además de estar en otras competiciones nacionales.

## Palmarés
1954
- 2º en VII Juegos Centroamericanos y del Caribe, Pista, 1 km, México  México
- 2º en VII Juegos Centroamericanos y del Caribe, Pista, Persecución por Equipos, México  México
- 2º en VII Juegos Centroamericanos y del Caribe, Ruta, Contrarreloj por Equipos, México  México

1955
- 1º en Juegos Panamericanos de 1955, Pista, 1 km, México  México

## Equipos
- 1954  Selección de Venezuela